# Prhati (Višnjan)
Prhati (olaszul: Percati) falu Horvátországban, Isztria megyében. Közigazgatásilag Višnjanhoz tartozik.

## Fekvése
Az Isztria középső részén, Pazintól 11 km-re északnyugatra, községközpontjától 5 km-re keletre fekszik.

## Története
A településnek 1880-ban 61, 1910-ben 115 lakosa volt. Az első világháború után a rapallói szerződés értelmében Isztria az Olasz Királysághoz került. A második világháború után Jugoszlávia része lett. Jugoszlávia felbomlása után 1991-ben a független Horvátország része lett. 2011-ben 53 állandó lakosa volt. Lakói mezőgazdasággal és állattartással foglalkoznak.

## Lakosság
| Lakosság változása | Lakosság változása | Lakosság változása | Lakosság változása | Lakosság változása | Lakosság változása | Lakosság változása | Lakosság változása | Lakosság változása | Lakosság változása | Lakosság változása | Lakosság változása | Lakosság változása | Lakosság változása | Lakosság változása | Lakosság változása |
| ------------------ | ------------------ | ------------------ | ------------------ | ------------------ | ------------------ | ------------------ | ------------------ | ------------------ | ------------------ | ------------------ | ------------------ | ------------------ | ------------------ | ------------------ | ------------------ |
| 1857               | 1869               | 1880               | 1890               | 1900               | 1910               | 1921               | 1931               | 1948               | 1953               | 1961               | 1971               | 1981               | 1991               | 2001               | 2011               |
| 0                  | 0                  | 61                 | 64                 | 84                 | 115                | 0                  | 0                  | 124                | 114                | 97                 | 102                | 88                 | 77                 | 65                 | 53                 |